# Rajyavardhan Singh Rathore
Rajyavardhan Singh Rathore (né le 29 janvier 1970 à Jaisalmer) est un tireur et homme politique indien.
Aux Jeux olympiques d'été de 2004 disputés à Athènes, il a remporté la médaille d'argent au double trap, et est ainsi le premier indien à obtenir l'argent aux Jeux depuis Norman Pritchard en 1900. En 2008, il a été choisi pour être le porte-drapeau à la cérémonie d'ouverture des Jeux olympiques de Pékin.
Après avoir évolué comme colonel dans l'armée indienne, il s'est engagé dans la politique rejoignant les rangs du BJP.

## Carrière politique
En 2014, il devient Ministre de l'information et de la radiodiffusion. De 2017 à 2019, il est ministre de la jeunesse et des sports,.